# Blue October (Britse band)
Blue October is een in 1996 geformeerde Britse synthpopband uit Dagenham.

## Bezetting
Oprichters
- Barney Miller[2] (zang)
- Glen Wisbey[3] (keyboards)

Huidige bezetting
- Ross Carter[4] (zang)
- Nic Johnston (gitaar)
- Glen Wisbey[3] (keyboards)
- Chris Taubert[5] (keyboards)

## Geschiedenis
De band werd in 1996 geformeerd door Glen Wisbey en Barney Miller in Dagenham. In de loop van de jaren voegden Chris Taubert en Nic Johnston zich bij de band. In hetzelfde jaar tekende de band een contract met het Amerikaanse indielabel A Different Drum, dat zich had gespecialiseerd op elektronische muziek. Nog in de loop van hetzelfde jaar bracht de band hun debuutalbum Incoming uit. Kort na het uitbrengen overleed Miller.
In 2001 verscheen, nadat zanger Miller was vervangen door Ross Carter, het tweede album Preaching Lies to the Righteous. Tot 2005 speelde de band als duo, voordat Chris Taubert zich bij de band voegde. In hetzelfde jaar bracht de band hun derde album One Day Silver, One Day Gold uit.
Naderhand kwam Nic Johnston bij de band. In 2007 werd het debuutalbum opnieuw uitgebracht, dat ook een dvd bevatte. De band was ook vertegenwoordigd op meerdere compilaties en op het Microsoft X-Box-spel Dance Dance Revolution. In 2008 verscheen het vierde studioalbum Walk Amongst the Living. Tijdens livetoeren werd de band ondersteund door drummer Bob Malkowski.

## Overlijden
Barney Miller overleed in 1998.

## Discografie

### Singles
- 1997: Incoming
- 1999: Believe
- 2000: Stranded
- 2002: Mistakes
- 2004: Free
- 2007: Let Me See (digitaal)

### Albums
- 1998: Incoming, in 2007 nieuw uitgebracht onder Incoming Remastered
- 2000: Preaching Lies to the Righteous
- 2005: One Day Silver, One Day Gold
- 2008: Walk Amongst the Living